# Antoine Ayoub
Pour les articles homonymes, voir Ayoub.
Antoine Ayoub, né le 11 mai 1936 à Alep en Syrie-  et mort le 5 octobre 2024 à Montréal, est un professeur émérite retraité du département d'économique de l'Université Laval dans la province de Québec, au Canada. Ses domaines de recherches sont l'économie pétrolière et l'économie internationale. Il est le fondateur du GREEN (Groupe de recherche en économie de l'énergie, des ressources naturelles et de l'environnement) en 1973 et toujours en activités. Il est aussi le cofondateur et le codirecteur de MONDER (Mondialisation, énergie, environnement) en 1999 qui regroupe 13 centres de recherches dans le monde.

## Mérites
- Chevalier de la Légion d'honneur
- Membre de l'Ordre du Canada
- Chevalier de l'Ordre national du Québec
- Commandeur de l'ordre des Palmes académiques
- Membre de l’Ordre des francophones d’Amérique
- Médaille d’honneur du Collège de France

## Publications
- 1996 : Le pétrole. Économie et politique, Paris, Économica, 396 p[3].
- 1994 : (en) Oil: Economics and Politics, Energy Studies Review, vol. 6, no 1, pp. 47-60
- 1994 : Le modèle-OPEP: ajustements ou nouvelle logique, Économie et Société, Série Énergie, no 9, pp. 71-81
- 1990 : (en) Oil to 2000, Natural Resources Forum, vol. 14, no 2